# Molnár János (esperes)
Adorjánházi Molnár János (Bakonyszentlászló, 1816. május 2. – Szabadbattyán, 1888. július 31.) római katolikus esperes-plébános.

## Élete
Molnár Ferenc uradalmi ügyvéd és Kolossváry Jozefa fia. A gimnázium alsó osztályait Veszprémben, a humaniórákat és bölcseletet Győrött végezte. 1839. május 4-én miséspappá szenteltetett fel. Segédlelkész volt, (mint diakónus) Székesfehérvárt, 1839. május 4-től Pázmándon, 1844. szeptember 1-től ismét Székesfehérvárt 1849 júniusig, amikor honvéd lett és mint hadnagy Aradon 1850. november 1-ig fogva tartották. 1851. március 1-jén segédlelkész lett Sopronkövesden, ahol 1852. május 1-től adminisztrátor és július 1-től plébános volt. 1861. július 1-től Sárpentelén; 1871. július 1-től esperes-plébános Szabadbattyánban.
Cikke a Religio és Nevelésben (1846. II. Morus Tamás).

## Munkája
- Egyházi beszéd, melyet szent István első magyar király országos ünnepén 1862. aug. 20. a székesfehérvári főtemplomban elmondott. Székesfehérvár, 1862.

Pauer János még egy kiadott egyházi beszédét említi, melyet 1848 márciusában mondott.